# عمر اکرم
عمر اکرم (انگلیسی: Omar Akram؛ ۱۹۶۴) نوازنده و آهنگساز آمریکایی افغان و نخستین افغان برنده جایزه گرمی در سال ۲۰۱۳ است.

## زندگی
عمر اکرم زاده نیویورک، ایالات متحده آمریکا است. پدر وی هدایت‌الله اکرم از دیپلمات‌های کشور افغانستان در سازمان ملل متحد بود. به همین دلیل عمر اکرم در فرانسه، چک، کوبا، و آمریکا با انواع موسیقی آشنا شد.
عمر اکرم، شش ساله بود که پیانو را نزد یکی از استادان موسیقی در پراگ آموخت. این استاد عمر را با آثار موسیقیدانان بزرگ جهان مانند باخ، بتهوون، موتسارت، چایکوفسکی و دیگر بزرگان موسیقی آشنا ساخت.
مسافرت عمر با خانواده به کوبا صفحهٔ دیگری از جهان موسیقی را بر روی او گشود. عمر اکرم چهارده ساله بود که نخستین اثر هنری خود را ساخت. نخستین آلبوم عمر اکرم به نام Opal Fire در سال ۲۰۰۲ از طرف شرکت رییل میوزیک (Real Music) به بازار عرضه شد که مورد توجه زیاد شنوندگان قرار گرفت. این آلبوم در آن سال در میان موسیقی آمریکا، مقام هفتم را گرفت.
عمر اکرم ساکن لس آنجلس است.
عمر اکرم در سال ۲۰۱۳ با آلبوم پژواک‌های عشق برنده جایزه گرمی شد. او در ژانویه ۲۰۲۴ بار دیگر نامزد جایزه گرمی شد.

## آلبوم‌ها
فهرست آلبوم‌های عمر اکرم:
| سال  | نام آلبوم      | آهنگ‌ها |
| ---- | -------------- | --- |
| ۲۰۰۲ | Opal Fire      | 1. Sugar Coated Love 2. Morning Rain 3. A Vision of You 4. Last Dance 5. Waves of Emotion 6. Farewell For Now 7. Unity 8. Innocence Lost 9. So Far 10. Gypsy Woman 11. Opal Fire                                          |
| ۲۰۰۴ | Free as a bird | 1. Passage into midnight 2. Dancing with the wind 3. Free as a bird |
| ۲۰۰۷ | Secret Journey | 1. Run Away With Me 2. Secret Journey 3. Nomadic Rhapsody 4. Passage Of The Heart 5. Gypsy Spirit 6. Stargazers 7. Seven Secrets 8. Whispers In The Moonlight 9. Mirage 10. Shimmering Star 11. Caravan 12. Angel of Hope |
| ۲۰۱۲ | Echoes of Love | 1. Echoes of Love 2. Take My Hand 3. Lovely Day 4. Miracle 5. Finally Home 6. Draw Me Close 7. Free Spirit 8. My Hope is You 9. Rejoice 10. Cry for Love 11. Open Skies 12. Merry                                         |